# Pseudohiatula cyatheae
Pseudohiatula cyatheae là một loài nấm trong họ Tricholomataceae, và là loài điển hình của chi Pseudohiatula. Loài này được mô tả lần đầu bởi nhà nấm học Rolf Singer năm 1938.